# Zend Technologies
Zend Technologies Ltd. — компанія-розробник ядра мови PHP (рушієм якої є Zend Engine) і застосунків для нього, таких як середовище розробки, серверні платформи, оптимізатори, транслятор.

## Продукти, що випускаються компанією
Zend Engine — серце мови PHP. Початковий код відкритий і розповсюджується під ліцензією Apache License. Версії мови PHP 4.x базуються на ядрі Zend Engine 1, версії 5.х на Zend Engine 2. Друга версія є серйозним кроком у розвитку мови, найбільший з них — це об'єктна модель.
Zend Platform — рішення для забезпечення стабільної та продуктивної роботи серйозних PHP-застосунків. Управління платформою здійснюється через центральну консоль, в якій також можна спостерігати стан сайтів, вести профайлінг та моніторинг їхньої продуктивності.
Zend Studio — середовище розробки (Integrated Development Environment), що дозволяє вести написання і відлагодження PHP-застосунків. Відмінною особливістю є можливість віддаленої відлагодження й профайлінга. Для віддаленої налагодження необхідно встановити Zend Studio Server (в народі його ще називають Zend Debugger), який являє собою серверний модуль.
Zend Guard (раніше називався Zend Encoder) — дозволяє закодувати скрипт в байт-код, який потім можна використовувати точно так, як і звичайний, за винятком можливості його відредагувати. Призначене для захисту інтересів та інтелектуальної власності розробника. Для роботи таких скриптів обов'язково потрібен Zend Optimizer.
Zend SafeGuard Suite — теж саме, що і Zend Encoder, тільки доповнений Zend License Manager, який дозволяє створювати ліцензії кодованим скриптам. Можна задати час (expire) і умови (прив'язка до IP, MAC тощо) роботи. Зручно для Shareware-версій або демо-версій.
Zend WinEnabler — розроблений спеціально для покращення стабільності та продуктивності роботи PHP на Windows-заснованих вебсерверах. Щось типу Zend Platform, тільки для Windows-серверів.
Zend Core for IBM — робоче оточення, тісно зав'язані на технології компанії IBM, такі як DB2, IBM Cloudscape database server і вбудована підтримка XML і Web Services, а також покращує підтримку Service Oriented Architectures (SOA).
Zend Optimizer — єдина програма, що розповсюджується безоплатно. Являє собою серверний модуль для запуску закодованих за допомогою Zend Encoder і Zend SafeGuard Suite скриптів, а також трохи їх прискорює (заявлено, що до 40%).
Zend Small Business Program (SBP) — спеціальний комплект для малого бізнесу. Складається з Zend Studio, Zend Encoder і підтримки строком на один рік. Раніше в комплект входив Zend Accelerator, але зараз він є частиною Zend Platform.
Zend Framework — вільний каркас на PHP для розробки вебзастосунків і вебсервісів.
Zend Server — повнофункціональний web-стек, що поставляється в одному пакеті. Включає в себе http-сервер Apache, PHP, Zend Framework, набір модулів для підтримки БД (Oracle, DB2, MySQL, PostgreSQL), конектор до Java, спеціально розроблений web-інтерфейс для управління конфігурацією, відладчик, оптимізатор байткода і API для організації кешування . Панель управління включає як оригінальні розробки для управління web-сервером, так і типові, наприклад, PhpMyAdmin.

## Сертифікація
Zend пропонує сертифікацію для PHP-програмістів, після успішного проходження якої програмісти отримують статус сертифікованого фахівця Zend, також відомий як ZCE (Zend Certified Engineer)